# Krinkberg
Krinkberg (Niederdeutsch Krinkbarg für Ring-berg) ist die Bezeichnung für das archäologische frühmittelalterliche Bodendenkmal auf dem Breitenfelde in der Gemeinde Pöschendorf, Kreis Steinburg, in Holstein. Ein von einem Ringwall und vorgelagerten Spitzgraben umgebener abgeflachter Grabhügel der Stein- und Bronzezeit. (Objektnummer: aKD-ALSH Nr. 004 742)

## In der Steinzeit
2800 – 2300 v. Chr. Grabhügel der Schnurkeramiker
„Das Hügelgrab des inneren Krinkberghügels entsteht ohne Zweifel in der Steinzeit“, berichtet schon 1890 Professor H. Handelmann in seiner Schrift Der Krinkberg bei Schenefeld. Er erwähnt ein kleines Randstück eines Tongefäßes aus der Jungsteinzeit mit dreireihigem Schnurornament. Was Handelmann 1890 vermutete, wurde 1983/84 durch die Ausgrabung Eiwanger von der FU Berlin bestätigt. Eiwanger erkannte im Profilschnitt durch den Resthügel, dass diese zwei zeitlich verschiedene Bauphasen aufwies. Die untere ältere Phase zeigte alle Merkmale eines Grabhügels der Kultur der Schnurkeramiker.

## In der Bronzezeit
1550 – 1330 v. Chr. Nachbestattung durch Überwölbung von Hügel I
Bei der archäologischen Grabung 1984 am bronzezeitlichen Resthügel zeigte es sich deutlich, dass der Hügel zwei Bauphasen hat, deren Profile durch eine Trennschicht aus Eisenoxid durchgehend begrenzt sind (Grabungsskizze Eiwanger).

Hügel I besteht aus graubrauner Erde, während Hügel II aus nur wenig strukturierten rötlich braunem homogenen Lehm besteht. Bei der Grabung wurden in der abgetragenen Erde bronzezeitliche Scherben gesichert, die in jedem Falle aus der Substanz des Hügels II stammen, versichert der Ausgräber. Das zum bronzezeitlichen Hügel II gehörige Zentralgrab ist um 1840 bei der Störung durch „Erdmassenabtrag“ verloren gegangen und steht somit der wissenschaftlichen Erforschung nicht zur Verfügung.

## Im Frühmittelalter
Vor 809 n. Chr. Wegemarkierung karolingischer Kundschafter

Einhard, der Chronist „Karls des Großen“ berichtet in seinen Jahrbüchern um 809, dass es der Wille des Kaisers sei, jenseits der Elbe eine Stadt zu gründen, um Nordelbien dem Frankenreich zuzuordnen. Kundschafter hatten vor 809 in Holstein diesen Platz gefunden und geeignete Flächen nach ihrer natürlichen Beschaffenheit benannt, z. B. das Esesfelth an der Stör als Brückenkopf, die tideabhängige Bekau, als Einfahrt in den Holstengau, vorbei an dem Feld der hohen Aspen (Hohenaspe), weiter bis zum Feld des Hado (Hadenfeld). „Dort - an der Feldflur Stech – geht es weiter über Land - über das Feld mit der vorspringenden Waldzunge (Scanafeld) bis auf das breite Feld!“ (Breitenfelde). „Hier- am bronzezeitlichen Grabhügel bestimmten die Kundschafter den Mittelpunkt der zu gründenden Stadt, die Agora!“ Und bauten die Krinkberganlage als Markierungspunkt für die nachkommende Arbeitsgruppe. In dem abgeflachten Grabhügel deponierten sie ein Materialdepot, darunter auch Münzen als Erkennungsmerkmal fränkischer Besitzansprüche.
Einhard: „…. Der Kaiser beauftragte als der Ort gefunden war, den Grafen Egbert mit der Führung der Sache und hieß ihn, über die Elbe zu ziehen und den Platz in Besitz zu nehmen. Es ist dieser an dem Flusse Sturia gelegen und trägt den Namen Esesfelth, um den fünfzehnten März (809) ward er von Egbert und den sächsischen Grafen in Besitz genommen und zu befestigen angefangen…“
Egbert mit seinen Leuten baute zunächst das fränkische Kastell Esesfelde, schloss mit den Dänen einen Friedensvertrag und verlegte die fränkische Grenze an die Eider. Nach den Kapitularien von Paderborn für die Sachsen mussten die Bewohner Nordelbiens das Christentum annehmen und sonntags in die Kirche gehen. Dafür ließ er um 811/14 in Heiligenstedten die Burgkirche für seine Truppe um das Kastell Esesfelde und die Mutterkirche in Scanafeld (Schenefeld) für die Holsteiner Neubürger bauen. Eine Stadt wurde nicht gegründet, Karl der Große starb am 28. Januar 814, sein Sohn Ludwig der Fromme machte Hamburg wieder zur Metropole. Der Markierungspunkt Krinkberg konnte sich daher über ein Jahrtausend erhalten.

## Störungen in der Neuzeit
1852 – 54 Erdmassenabtragung am Krinkberghügel

Heinrich Holm schreibt 1886: „Durch nachstehende Aufzeichnung soll bezweckt werden, dass die Begebnisse, die mit dem Krinkberg in Zusammenhang stehen, den späteren Generationen Schenefelds und der Umgebung in Mittheilung der Thatsachen erhalten bleibt… Der eigentliche Hügel ist in den Jahren 1852-54 von Joh.Staack auf Breitenfelde zu landwirtschaftlichem Zwecke bis auf den noch stehenden Rest weggefahren worden. Im Zentrum des Hügels hat Staack nach mündlicher Mittheilung ein sehr gut erhaltenes Bronzeschwert mit verziertem massivem Griff gefunden. Einzelheiten bei den Funden weiß er sich nicht mehr zu erinnern…“ Das Schwert wurde damals durchspielende Kinder zerstört und weggeworfen.
Um 1879 / 1885 Spitzgraben füllen, Tiefpflügen und Funde bergen
Der umlaufende Wall ist 1879 von dem damaligen Besitzer Claus Boie in den Graben geworfen worden. Prof. Handelmann berichtet 1890, dass man früher auf dem Krinkberge des Nachts Lichter brennen sehe, und dass wiederholt Schatzgräber da gewühlt hätten. Im Juni 1885 hat Holm auf einer Absenkung auf dem Resthügel eine Grabung durchgeführt. Der Anlass dazu war, eine Frau hatte dort einen vergoldeten Bronzebeschlag von einem Schwertgriff gefunden. In 40 cm Tiefe zwischen einer Holzkohlenstreuung fand Holm eine Münze (Sceatta), Eisen, Bronze und zwei neuzeitliche Glaskugeln. Damit ist klar, dass Holm im gestörten Boden gegraben hatte. Die Schatzgräber hatten ganze Arbeit geleistet und das Material aus dem Depot der karolingischen Kundschafter, denn um diese handelt es sich unter der Einsenkung, teilweise entnommen oder unerkannt auf der Fläche um den Resthügel zerstreut. Spielende Kinder hatten diesen Vorgang verstärkt, was die aufgefundenen Glaskugeln bezeugen.
Im Jahre 1885 wurde das mit Heide bewachsene Gelände um den Krinkberg erstmalig umgepflügt. Bei dieser Gelegenheit fand man zahlreiche Eisensachen: Schwerter, Lanzenspitzen, Äxte, Messer und einen Steigbügel, welche lose über den freien Raum östlich und südlich des Resthügels verstreut worden waren. Darunter, ebenfalls verstreut, der bedeutendste Fund „Der Münzschatz“, der aus überwiegend karolingischen Denaren, aber auch aus Hacksilberstücken bestand, somit ein münzdatierter Hort-Fund vor 809.

## Ausgrabung und Rekonstruktion
1983 – 86 Ausgrabungen und Wiederherstellung
1978 Jahre wurde das Denkmal Krinkberg in seiner Existenz durch Bauarbeiten fast zerstört. Ein Tiefbrunnen mit Pumpstation sollte auf dem Gelände entstehen. Baggerarbeiten (Abb.) hatten begonnen. Der damalige Mitarbeiter vom AGSH, Gottfried Schäfer, erwirkte mit Hilfe der Polizei einen Baustopp.
Das Vorhaben wurde aufgegeben. Am 26. Januar 1983 gründete Familie Nühs mit Interessierten einen Verein, die Stiftung Krinkberg e. V. Ihr Ziel, gestörte Teile des archäologischen Denkmals zu rekonstruieren mit vorheriger Erforschung der erhaltenen Substanz. 1983/84 fanden Lehrgrabungen durch Studenten eines Seminars der FU Berlin statt. 1986 konnten Politiker, ranghohe Mitarbeiter des ALSH und der Vorstand der Stiftung Krinkberg e. V. das optisch wiederhergestellte Denkmal der Öffentlichkeit präsentieren.

1986 nach der Wiederherstellung

## Der Münzschatz
Sceatta Friesland (Wodan Monster),
Rs. Tierkopf 720-750 n. Chr.

Denar: Carolus (Prägeort Dinant, Dorestad)
Prägeperiode 770 – 793 n. Chr.
Der 1885 ausgepflügte Münzschatz bestand neben Schmucksilber aus 91 Münzen. Die Fundbeschreibung Nöbbes umfasst 88 Exemplare; die Differenz erklärt sich vermutlich aus der Zusammenfügung von Bruchstücken zu ganzen Exemplaren. „…Darüber hinaus (schreibt Nöbbe) sollen ‚einzelne Denare‘ (nach 1885) im Hamburger Münzhandel aufgetaucht sein..“. Hierzu passt nachfolgende Geschichte (Reinhard Heesch 2020): Im Jahre 2019 machten die Nachkommen von dem Münzschatzauspflüger Peperkorn der Stiftung „Schleswig-Holsteinische Museen“ eine Schenkung von 19 römischen Münzen aus Zeiten um 260/268 – 337/341 – 347/348 und 364/375. Die Münzen sollten nach ihrer Überlieferung am Krinkberg gefunden worden sein. R. Heesch vermutet, da Heinrich Holm sie in seinen Briefen nicht erwähnt, dass Hamburger Münzhändler sie gegen die aufgetauchten karolingischen Münzen in Hamburg aus dem Krinkbergfund eingetauscht haben, mit dem Vermerk: Sie wären wegen ihres hohen Alters wertvoller. Eine Erklärung darüber wie römische Münzen, aus dem 3. und 4. Jahrhundert, unter die Krinkbergfunde aus dem 8. Jahrhundert gekommen sind.

## Belege
- Gustav Friedrich Meyer, Hexen in Amt Rendsborger Sagen, Verl. Kreisausschuss Rendsburg 1925 Seite 96-97, Frühe Neuzeit – Stiftung Krinkberg e.V.
- Josef Eiwanger, Bericht, Grabung „Krinkberg“, Gde.Pöschendorf, Seminar für Ur und Frühgeschichte der Freien Universität Berlin, 1983–1984, Archiv, Stiftung Krinkberg e. V. Schenefeld, Lehrgrabungen – Stiftung Krinkberg e.V.
- Heinrich Holm: Aufzeichnungen über den Krinkberg von Heinrich Holm in Schenefeld. Geschrieben im Januar 1886, Archiv Stiftung Krinkberg, Störungen – Stiftung Krinkberg e.V.

Koordinaten: 54° 1′ 50″ N, 9° 28′ 19,8″ O